# Bremer Bürgerverein
Der Bremer Bürgerverein bestand während der Deutschen Revolution von 1848 bis zum Verbot 1852. In Bremen bestanden und bestehen seit 1872 lokale Bürgervereine.

## Geschichte des Bremer Bürgervereins
Der Bremer Bürgerverein wurde am 17. Januar 1848 gegründet. Ihm gehörten anfänglich 204 Mitglieder an. Der Tischlermeister Cord Wischmann wurde zum ersten Präsidenten des Vereins gewählt. Neben Wischmann waren die Lehrer Christian Friedrich Feldmann und Heinrich Kotzenberg, der Buchdrucker Emil Meyer sowie andere Tischlermeister die führenden Vertreter der Bewegung. Bei der Märzrevolution und der Deutschen Revolution von 1848 und 1849 stellte sich der Verein in Bremen an die Spitze der Revolution. Es bestand ein starker Einfluss der Gesellschaft Euphrosyne, in dem zahlreiche demokratische Revolutionäre vertreten waren, auf den Bremer Bürgerverein.
Am 8. März 1848 vertrat der redegewandte Wischmann vor dem Senat der Freien Hansestadt Bremen eine Resolution (auch Märzpetition genannt), die in Bremen neue Freiheitsrechte einforderte. Beachtung fand seine flammende Antrittsrede auf dem norddeutschen Handwerkskongress vom 2. Juni 1848, die sich gegen die preußische Gewerbepolitik richtete und gegen die „Versklavung der Arbeit durch das Kapital“. Der deshalb entstandene liberale Bürgerconvent setzte eine Deputation für eine neue Bremer Verfassung ein. Die dann folgende Verfassungsdiskussion wurde aus diesen Reihen stark beeinflusst und die neue Verfassung trat 1849 in Kraft, in der viele der erwünschten Rechte (Grundrechte, Gewaltenteilung, Einfluss der Bürgerschaft als bremisches Parlament) realisiert wurden.
Am 29. März 1849 kamen mehrere Vertreter aus dem Bremer Bürgerverein in die neue Bremische Bürgerschaft. Feldmann wurde im März 1849 zum Mitglied und zum Präsidenten der Bremer Bürgerschaft und 1849 in den Senat der Freien Hansestadt Bremen gewählt.
Die neue, demokratisch gewählte Bürgerschaft, wurde aber bereits im März 1852 durch den Senat ohne Rechtsgrundlage aufgelöst.
Nach dem Ende der Revolution verbot 1852 der Senat auch den Bremer Bürgerverein. 

### Nachwirken
Die durch ein Achtklassenwahlrecht gewählte konservative Bürgerschaft erarbeitete bis 1854 eine neue Verfassung, die sich aber an die liberale Verfassung von 1849 anlehnte.
Wischmann († 1857) war von 1855 bis 1857 Vizepräsident der Gewerbekammer Bremen, Feldmann († 1883) blieb bis 1878 Senator.

## Die Bürgervereine in Bremen
Erst nach 1872 oder 1875 gab es in Bremen dann wieder weitere Bürgervereine in verschiedenen Stadt- oder Ortsteilen wie
- der Neustädter Bürgerverein von 1872 (bzw. 1875),
- der  Bürgervereins der Altstadt von 1876
- die Bürgervereine von 1876 oder 1879 in der östlichen und der nördlichen Vorstadt,
- der Bürgerverein für die westliche Vorstadt von 1894,
- der Bürgerverein Blumenthal von 1901,
- der Bürgerverein der Bahnhofsvorstadt von 1902, der später Bürgerverein Findorff hieß.
- der Bürgerverein  für die Vorstadt Woltmershausen
- der Bürgerverein Hohentorsvorstadt von 1903, gegründet durch den Lehrer Ludwig Schierenbeck,
- der Bürgerverein Lüssum von 1904,
- der Bürgerverein Oslebshausen von 1906,
- der Rönnebecker Bürgerverein von 1907,
- der Bürgerverein am linken Weserufer von 1911, als Zusammenschluss der Bürgervereine der Neustadt, der Hohentorsvorstadt und von Woltmershausen, der sich dann 1921 in Bürgerverein Neustadt umbenannte,
- der Bürgerverein Horn von 1926,
- der Bürgerverein Borgfeld von 1958,
- der Bürgerveiein Oberneuland von 1928.

Die Bürgervereine setzen sich für die Verbesserung ihrer Stadtteile und deren Wohnungsversorgung ein, für Belange des gewerblichen Mittelstandes sowie für kulturelle, bildungspolitische und gesellige Anliegen. Die Bürgervereine unterstützten im 19. Jahrhundert eine größere Anzahl von Abgeordneten in der Bremischen Bürgerschaft, die aus der vierten Klasse (siehe auch Acht Klassenwahlrecht) der „Übrige Wähler“ mit geringem Einkommen kamen. 1938 wurden die Bürgervereine von den Nationalsozialisten verboten und nach 1945 wieder neu gegründet.
Heute (Stand 2010) bestehen in Bremen Bürgervereine in Blumenthal, Borgfeld, Grambke-Burg und im Werderland, außerdem in Horn-Lehe, Lüssum-Bockhorn, Oberneuland-Rockwinkel, Oslebshausen, Rönnebeck und in der Westlichen Vorstadt für die Stadtteile Walle und Gröpelingen.

### Verband
Zwölf Bürgervereine sind im Verband Bremischer Bürgervereine zusammengeschlossen, darunter auch zwei Bürgervereine aus Osterholz-Scharmbeck und Syke. Der Verband wurde um 1899 gegründet. Auch er wurde 1838 verboten. 1968 führte er den 6. Deutschen Bürgertag in Bremen durch, der die Herabsetzung des Wahlalters auf 18 Jahre behandelte.

## Weblink
- buergervereine-bremen